# Villejust
Villejust és un municipi francès, situat al departament de l'Essonne i a la regió de Illa de França. L'any 2007 tenia 2.174 habitants.
Forma part del cantó de Les Ulis i del districte de Palaiseau. I des del 2016 de la Comunitat d'aglomeració París-Saclay.

## Demografia

### Població
El 2007 la població de fet de Villejust era de 2.174 persones. Hi havia 759 famílies, de les quals 157 eren unipersonals (55 homes vivint sols i 102 dones vivint soles), 158 parelles sense fills, 384 parelles amb fills i 60 famílies monoparentals amb fills.
La població ha evolucionat segons el següent gràfic:
Habitants censats

### Habitatges
El 2007 hi havia 811 habitatges, 770 eren l'habitatge principal de la família, 14 eren segones residències i 28 estaven desocupats. 654 eren cases i 110 eren apartaments. Dels 770 habitatges principals, 583 estaven ocupats pels seus propietaris, 137 estaven llogats i ocupats pels llogaters i 50 estaven cedits a títol gratuït; 67 tenien una cambra, 64 en tenien dues, 106 en tenien tres, 184 en tenien quatre i 350 en tenien cinc o més. 637 habitatges disposaven pel capbaix d'una plaça de pàrquing. A 293 habitatges hi havia un automòbil i a 417 n'hi havia dos o més.

### Piràmide de població
La piràmide de població per edats i sexe el 2009 era:
| Homes | Edats   | Dones |
| ----- | ------- | ----- |
| 0     | 95 o +  | 0     |
| 0     | 90 a 94 | 4     |
| 4     | 85 a 89 | 4     |
| 4     | 80 a 84 | 8     |
| 20    | 75 a 79 | 16    |
| 8     | 70 a 74 | 16    |
| 16    | 65 a 69 | 16    |
| 28    | 60 a 64 | 24    |
| 44    | 55 a 59 | 32    |
| 60    | 50 a 54 | 52    |
| 52    | 45 a 49 | 80    |
| 104   | 40 a 44 | 72    |
| 44    | 35 a 39 | 68    |
| 56    | 30 a 34 | 48    |
| 92    | 25 a 29 | 52    |
| 44    | 20 a 24 | 88    |
| 56    | 15 a 19 | 60    |
| 76    | 10 a 14 | 68    |
| 76    | 5 a 9   | 64    |
| 28    | 0 a 4   | 40    |

## Economia
El 2007 la població en edat de treballar era de 1.532 persones, 1.203 eren actives i 329 eren inactives. De les 1.203 persones actives 1.110 estaven ocupades (580 homes i 530 dones) i 93 estaven aturades (48 homes i 45 dones). De les 329 persones inactives 61 estaven jubilades, 157 estaven estudiant i 111 estaven classificades com a «altres inactius».

### Ingressos
El 2009 a Villejust hi havia 746 unitats fiscals que integraven 2.129,5 persones, la mediana anual d'ingressos fiscals per persona era de 24.500 €.

### Activitats econòmiques
Dels 248 establiments que hi havia el 2007, 11 eren d'empreses extractives, 5 d'empreses de fabricació de material elèctric, 8 d'empreses de fabricació d'altres productes industrials, 26 d'empreses de construcció, 72 d'empreses de comerç i reparació d'automòbils, 14 d'empreses de transport, 13 d'empreses d'hostatgeria i restauració, 13 d'empreses d'informació i comunicació, 17 d'empreses financeres, 9 d'empreses immobiliàries, 43 d'empreses de serveis, 10 d'entitats de l'administració pública i 7 d'empreses classificades com a «altres activitats de serveis».
Dels 39 establiments de servei als particulars que hi havia el 2009, 1 era una oficina bancària, 4 tallers de reparació d'automòbils i de material agrícola, 4 paletes, 3 guixaires pintors, 1 fusteria, 5 lampisteries, 4 electricistes, 6 empreses de construcció, 2 perruqueries, 6 restaurants i 3 agències immobiliàries.
Dels 4 establiments comercials que hi havia el 2009, 1 era un supermercat, 1 una peixateria, 1 una botiga de roba i 1 una botiga d'electrodomèstics.
L'any 2000 a Villejust hi havia 6 explotacions agrícoles.

## Equipaments sanitaris i escolars
El 2009 hi havia 1 escola maternal i 1 escola elemental.

## Poblacions més properes
El següent diagrama mostra les poblacions més properes.